# 프란체스코 구이돌린
프란체스코 구이돌린(이탈리아어: Francesco Guidolin, 1955년 10월 3일 ~ )는 이탈리아의 전 축구 선수, 축구 감독이다.

## 선수 경력
구이돌린은 삼베네데테세, 피스토이에세, 볼로냐로 한 차례 임대를 간것을 제외하면 선수 생활 대부분을 베로나에서 보냈다. 그는 세리에 C2 클럽 베네치아에서 두 시즌을 보낸뒤 1986년에 은퇴하였다.

## 경력

#### 라벤나
- 세리에 C1 : 1992-93

#### 비첸자
- 코파 이탈리아 : 1996-97

#### 팔레르모
- 세리에 B : 2003-04

### 개인
- 판키나도르 : 2011